# 黄正音
黃正音（韓語：황정음，1984年12月25日—），韓國女演員、歌手，曾是韓國女子團體Sugar成員。常見音譯為「黃靜茵」、「黃貞音」、「黃靜音」等。

## 經歷
2002年以女子歌唱團體Sugar形式出道，2004年宣布單飛並轉型成為演員。起初黃正音皆於戲劇中擔任配角，於2008年在有線電視CGV自製影集《Single Mom Scandal》中首次擔任主演，而該劇製播了2季。
2009年，黃正音於MBC創社47周年特別企劃《伊甸園之東》的劇情中後期登場，但因劇情更動導致角色消失而退出。同年9月，黃正音出演了MBC人氣情境喜劇《不可阻擋的High Kick！》的系列續集《穿透屋顶的High Kick！》，她於劇中飾演黃正音，並以其無厘頭的個性深受觀眾的喜愛與好評，並獲得多個新人獎。
2010年，黃正音於SBS創社20周年特別企劃《Giant》中飾演主要角色之一的李美珠，並因角色的堅強與苦情而受到許多好評。
2011年，於MBC週末特別企劃《能聽見我的心嗎？》飾演女主角奉友莉，而其與金載沅、南宮珉的搭檔演出獲得了極高的人氣。
2012年，演出MBC人氣醫療劇《黃金時刻》，因劇中點出許多醫療與程序上的衝突而頗受好評。
2013年，接拍KBS水木劇《秘密》，於劇中飾演善良堅忍的女主角姜友靜，因使觀眾印象深刻的哭戲而受封「眼淚女神」，也由喜劇女王形象轉型為演技派演員。
2014年，出演SBS週末特別企劃《無盡的愛》在2014 SBS演技大賞獲得兩項大獎肯定。
2015年初與池晟演出MBC水木劇《Kill Me Heal Me》而廣受好評，為兩人繼《秘密》後再度合作。同年9月，與朴敘俊繼《Kill Me Heal Me》後再度攜手演出MBC水木劇《她很漂亮》，雖然該劇首播收視創下MBC在該年戲劇開播最低收視紀錄，但後期卻創下該年MBC水木劇最高收視紀錄，在競爭作品《龍八夷》下檔後，成為同時段最高人氣劇。

## 個人生活
2015年12月承認與職業高爾夫選手出身的企業家李英敦戀愛，並於翌年2月結婚，2017年誕下一子。2020年9月，她向法院提交離婚調解申請書，並承認兩人離婚。然則，他們在2021年7月公佈在離婚調解中理解了彼此的立場差異，最終決定取消離婚申請。2022年迎接次子到來。2024年2月離婚。

## 演出作品

### 電視劇
- 2005年：SBS《露露公主》飾演 微笑
- 2007年：SBS《相愛的人啊》飾演 李貞敏
- 2007年：MBC《冬候鳥》飾演 珍兒
- 2008年：MBC《我人生最後的緋聞》飾演 史露比
- 2008年：CGV《Single Mom Scandal》飾演 羅惠靜
- 2009年：MBC《伊甸園之東》飾演 金素貞
- 2009年：SBS《兩個妻子》（客串）
- 2009年：MBC《穿透屋頂的HighKick》飾演 黃正音
- 2010年：SBS《Giant》飾演 李美珠
- 2011年：MBC《能聽見我的心嗎？》飾演 奉友莉
- 2011年：MBC《Highkick3短腿的反擊》飾演 黄靜音（客串第106集）
- 2012年：MBC《黃金時刻》飾演 姜在仁
- 2012年：TBS／SBS Plus《浪漫滿屋 TAKE 2》飾演 張滿屋
- 2013年：SBS《錢的化身》飾演 卜在仁
- 2013年：tvN《馬鈴薯星2013QR3》飾演 修東的秘書（客串第1集）
- 2013年：KBS《秘密》飾演 姜友靜
- 2014年：SBS《無盡的愛》飾演 徐仁愛
- 2015年：MBC《Kill Me Heal Me》飾演 吳俐珍
- 2015年：MBC《她很漂亮》飾演 金惠珍
- 2016年：MBC《好運羅曼史》飾演 沈寶妮
- 2018年：SBS《訓南正音》飾演 柳正音
- 2020年：JTBC《雙甲路邊攤》飾演 月妵
- 2020年：KBS《他就是那傢伙》飾演 徐賢珠
- 2023年：SBS《7人的逃脫》飾演 琴羅熙
- 2024年：SBS《7人的復活》飾演 琴羅熙

### 電影
- 2009年：《我眼中的豆莢》飾演 恩嬪（特別演出）
- 2009年：《風》飾演 珠熙
- 2010年：《血之期中考2》飾演 朴恩秀
- 2015年：《像豬一樣的女子》飾演 在華[註 2]

### MV
- 2005年：SG Wannabe《我心中的寶石盒子》
- 2005年：SG Wannabe《夢中對話》
- 2005年：SG Wannabe《狂》
- 2007年：Black Pearl《喜歡怎麼辦》
- 2007年：Black Pearl《結果還是你》（與鄭宇）
- 2008年：Seeya《皮鞋》
- 2008年：Seeya《狂愛之歌》
- 2008年：玉珠鉉《謊言》
- 2009年：金鐘旭《向日葵》

## 綜藝節目
- 2005年：SBS《情書》season 2-3
- 2005年：SBS《X-man》Ep48、49
- 2009年：KBS《想像plus》07.14
- 2009年：MBC《我們結婚了》第二季1-18回（與金勇俊）
- 2009年：MBC《來玩吧》情侶特輯
- 2010年：MBC《來玩吧》情侶特輯
- 2010年：MBC《來玩吧》考死劇組
- 2010年：SBS《強心臟》EP 25、26
- 2010年：SBS《哈哈夢show》E06
- 2010年：KBS《Happy Together》 E133
- 2010年：KBS《Happy Together》 E158
- 2010年：SBS《Running Man》EP.01 with 李孝利
- 2011年：MBC《鄭寶石的清潭洞凌晨一點》 2011.09.19
- 2012年：KBS《star人生劇場》2012.01.09-01.12
- 2013年：KBS《Happy Together》 E317

## 音樂作品
- 2002年：團體專輯《Tell Me Why》
- 2003年：團體專輯《Shine》
- 2004年：團體專輯《Secret》
- 2009年：單曲《Couple》(feat金勇俊)
- 2009年：單曲《N-Time》
- 2010年：單曲《瑪格利娜頌》
- 2011年：《你能聽到我的心嗎》OST 《好人》
- 2011年：單曲《要走了嗎》

## 獲獎
- 2009年：第三屆Mnet 20's Choice－Hot Couple賞《我們結婚了》
- 2009年：MBC演藝大賞－綜藝女新人賞《我們結婚了》
- 2009年：MBC演技大賞 －情景劇女新人賞《穿透屋頂的HighKick》
- 2010年：第3屆韓國電視劇獎－網友票選最佳人氣獎《穿透屋頂的HighKick》
- 2010年：第十一屆韓國影像大典－演員部門最上鏡獎員部門最上鏡獎
- 2010年：第1屆芭比與肯尼頒獎典禮－本年度芭比
- 2010年：第26屆韓國最佳衣著獎－演員部門最佳衣著獎
- 2010年：第23屆韓國廣播攝影導演聯合會－最佳女演員獎
- 2010年：第46屆百想藝術大賞－最佳女新人賞《穿透屋頂的HighKick》
- 2010年：第3屆韓國電視劇獎 － 人氣賞《穿透屋頂的HighKick》
- 2010年：SBS演技大賞 －新星獎《Giant》
- 2010年：SBS演技大賞 －最佳情侶賞（與朱相昱）《Giant》
- 2010年：第26屆韓國最佳著裝天鵝獎
- 2010年：第23屆韩国画梅奖 － 最佳女演员《Giant》
- 2011年：MBC演技大賞 －迷你劇部門 女子優秀演員賞 《能聽見我的心嗎？》
- 2013年：KBS演技大賞 － 女子最優秀演技賞《秘密》
- 2013年：KBS演技大賞 － 網友票選人氣賞《秘密》
- 2013年：KBS演技大賞 － 最佳情侶賞（與池晟）《秘密》
- 2014年：SBS演技大賞 －長篇劇 女子最優秀演技賞《無盡的愛》
- 2014年：SBS演技大賞 － 十大明星賞《無盡的愛》
- 2015年：首爾國際電視節 - 韓流連續劇女子演技獎《Kill Me Heal Me》
- 2015年：MBC演技大賞 - 放送三社PD賞《Kill Me Heal Me》、《她很漂亮》
- 2015年：MBC演技大賞 - 女子人氣賞
- 2015年：MBC演技大賞 - 十大明星賞《Kill Me Heal Me》
- 2015年：MBC演技大賞 - 迷你劇部門 女子最優秀演技賞《Kill Me Heal Me》、《她很漂亮》
- 2016年：第43屆韓國放送大賞 - 演員賞《她很漂亮》
- 2016年：第7屆韓國大眾文化藝術賞－國務總理表彰賞